# Sartana (Film)
Sartana (Videotitel: Sartana – Zwei ungleiche Brüder im erbitterten Kampf) ist ein in Rom gedrehter Italo-Western aus dem Jahr 1966. Regie führte Alberto Cardone, als ausführender Produzent war Mario Siciliano verantwortlich. Die deutsche Erstaufführung war am 28. Juli 1967.

## Handlung
Johnny Liston hat zwölf harte Jahre im Gefängnis hinter sich, die er für einen Mord abgesessen hat, den er nicht begangen hat. Kaum freigelassen und auf dem Weg nach Hause, wird er überfallen. Er überlebt, weil er sich tot stellt und die Banditen beim Plündern seiner „Leiche“ überraschen kann. Johnny erfährt, dass sein Bruder Sartana das Mädchen, mit dem er selbst zusammen war, geheiratet hat. Als er seine Mutter trifft, die seinen Bruder immer mehr mochte und die dem Alkohol verfallen ist, erkennt er das tragische Ausmaß der Geschichte: Das Dorf wird von seinem Bruder tyrannisiert, der machtbesessen und egoistisch Schutzgelder von den Bürgern eintreibt und sie mit seiner Bande verkommener Gestalten tyrannisiert. Mit Jerry, einem Stummen und Joselita, der Tochter des angeblich von ihm Ermordeten, findet Johnny zwei Verbündete, die gegen die Schreckensherrschaft seines Bruders vorgehen wollen. Joselita weiß auch, dass Sartana der tatsächliche Mörder war und gewissenlos seinen Bruder auslieferte. Als Sartana erkennt, dass er Gegner hat, dreht er endgültig durch und will seinen Bruder Johnny töten. Er hat keinen Erfolg; Johnny kann ihn ausschalten.

## Kritiken
„Ein Italowestern mit nahezu faschistischer Gesinnung, dessen magere Handlung als Feigenblatt für abstoßende Brutalitäten herhalten muß.“

„Diese Kain-Abel-Konstellation wird von den Darstellern mit teilweise schon fast hysterischer Andacht produziert. (…) Kein Meisterwerk, das ist mal klar, aber ein wuchtiger Fremder in der Nacht kann auch Entzückenbereiten...“

„Sehr unterhaltsamer Tragödienwestern von Alberto Cardone, mit einem an Klaus Kinski erinnernden ‚bösen‘ Gianni Garko.“

Heyne-Filmlexikon (1995): „Western-Dutzendware.“ Sowohl mit Lob als auch mit Tadel wartet der Evangelische Film-Beobachter auf: „Ein brillant fotografierter Sadistenfilm […] ohne durchgängige Fabel, aber mit pseudoreligiösen Motiven. Abzuraten.“

## Sonstiges
- Der Film musste für seine Kinoauswertung in Deutschland wegen der enthaltenen Gewaltszenen deutlich geschnitten werden – auf 92 Minuten –, wurde aber ein großer kommerzieller Erfolg. Er machte den Schauspieler Gianni Garko bekannt, der später viermal in die Rolle des Sartana schlüpfte, die aber stark umgestaltet wurde und keine Ähnlichkeit mehr mit der Rolle in diesem Film hat, weshalb er nicht zur 1968 begonnenen Sartana-Reihe gezählt wird.

- Das Filmlied „Necklace of Pearls“ wird von Peter Boom interpretiert.

- Der Film wurde am 6. August 2010 von MCP in gekürzter Form auf DVD veröffentlicht. Am 23. Mai 2014 erschien eine vollständige Fassungen von X-Cess, ebenso am 14. August von Koch Media als Teil der Italowestern Enzyklopädie No.3.